# Ocotea austinii
Ocotea austinii là loài thực vật có hoa trong họ Nguyệt quế. Loài này được C.K. Allen miêu tả khoa học đầu tiên năm 1945.